# 클로소이드
클로소이드(clothoid)는 곡선길이가 증가할수록 곡률이 늘어나는 곡선이다.

## 이용

붉은 선이 클로소이드 구간. 파란색의 직선 도로에서 녹색의 원형 도로로 들어갈 때 클로소이드를 이용해 완화곡선 구간을 둔다.

상급도로의 완화곡선으로 쓰인다.

## 명칭
클로소이드 시점(파란 선에서 붉은 선으로 가는 시점)을 KA(Klothoid Anfang), 클로소이드 종점(붉은 선에서 녹색 선으로 바뀌는 지점)을 KE(Klothoid Ende)라고 쓴다.

## 수식
원곡선반경 R, 클로소이드 곡선길이를 L, C를 계수라 하면
{\displaystyle {\frac {1}{R}}=C\cdot L}
식을 다음과 같이 정리하고, {\displaystyle {\frac {1}{C}}}를 A2으로 나타내서 표현할수도 있다. A를 클로소이드 파라미터(clothoid parameter)라 한다.
{\displaystyle R\cdot L={\frac {1}{C}}}
{\displaystyle R\cdot L=A^{2}}
A = 1인 경우를 단위 클로소이드(unit clothoid)라고 하고 식으로는 다음처럼 나타낸다.
{\displaystyle r\cdot l=1}
클로소이드는 프레넬(Fresnel)의 적분을 해석한 것인데, 다음 식으로 간단히 나타낼 수 있다.
{\displaystyle y={\frac {x^{3}}{6LR}}}

## 참고 문헌
- 최치훈;이재기; 최석근; 박경식; 정성혁 (2013). 《측량학2》. 형설출판사. ISBN 978-89-472-7337-4.